# هانس هان
هانس هان (به آلمانی: Hans Hahn)، (زاده ۲۷ سپتامبر ۱۸۷۹ – درگذشته ۲۴ ژوئیه ۱۹۳۴) ریاضی‌دان و منطق دان برجسته، اهل اتریش و به همراه اوتو نویرث و فیلیپ فرانک از اعضای حلقه وین بود.